# 黎錦揚

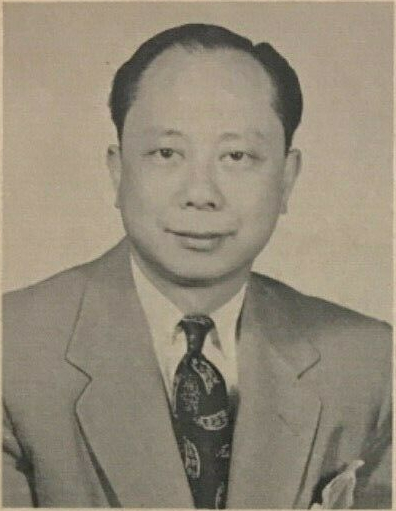
1957年的黎錦揚

黎錦揚（1915年12月27日—2018年11月8日），字訒愚，一字任予，美籍华裔作家，英文署名“C.Y.Lee”。

## 生平
1915年出生於湖南湘潭，排行第八，長兄為國學家黎錦熙，二兄為著名作曲家黎錦暉，兄弟八人有「黎氏八駿」之譽。1941年从国立西南联合大学毕业，曾于云南芒市任土司秘书，以此经历撰写小说《天之一角》。後赴美，1947年取得耶魯大學碩士學位（主修戲劇），定居美國。黎氏是二戰後最早以中國人題材撰寫英語小說的華人作家。第一部英文小說《花鼓歌》榮登《紐約時報》暢銷書排行榜，且被改編為百老匯音樂劇及電影。九十年代後，應邀在《聯合報》發表中文小說，結集為《旗袍姑娘》。另著有小說及散文集多種。

## 著作
- 《花鼓歌》
- 《情人角》
- 《馬跛子與新社會》
- 《堂門》
- 《天之一角》
- 《賽金花》
- 《處女市》
- 《金山》
- 《天涯淪落人》
- 《中國外史》
- 《太平天國》
- 《憤怒之門》
- 自傳《躍登百老匯》

## 評論
宋偉傑曾對黎錦揚的作品《花鼓歌》作評論： 
（《花鼓歌》）將華裔美國人遭受的種族歧視、華埠社區存在的男女比例嚴重失調狀況、移民兩代人的代溝衝突等問題用喜劇的氣氛予以消解。唐人街被渲染成諧謔怪異、充斥異國情調的場所，華人似乎是怯懦軟弱、沒有理性的異類，中國的風俗習慣、食品與藥物被故意描寫成與美國文化大相徑庭的“東方奇觀”。為了能夠融入美國，作家向美國定型化的大眾趣味全面繳械，這樣的小說“影響了但並未表達出我們(美籍華人)的感覺”，而是對美籍華人移民生活的偽敘述。